# چپق صلح

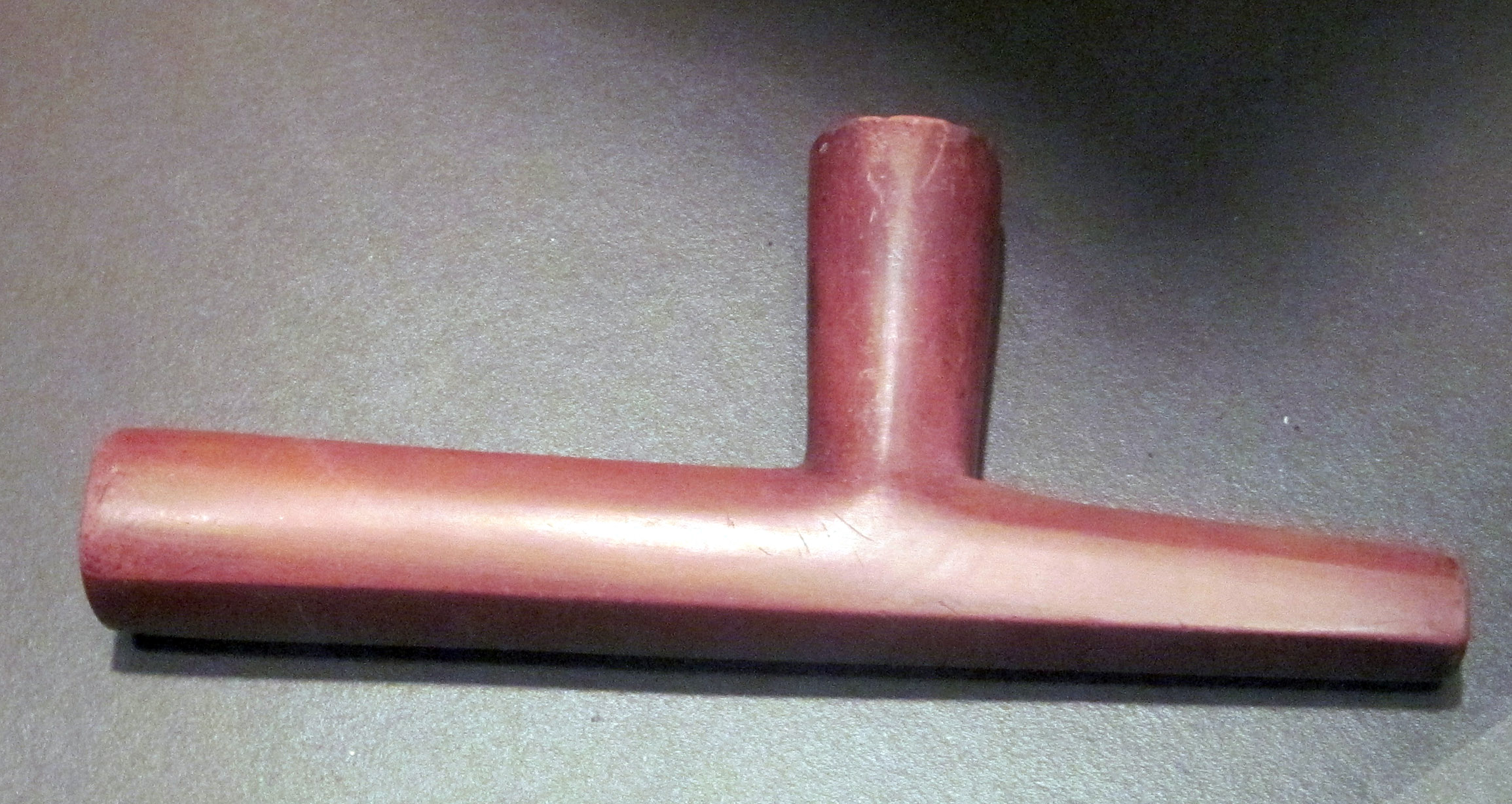
چپق شاهین سیاه که در مجموعه تاریخی شاهین سیاه نمایش گذاشته شده است

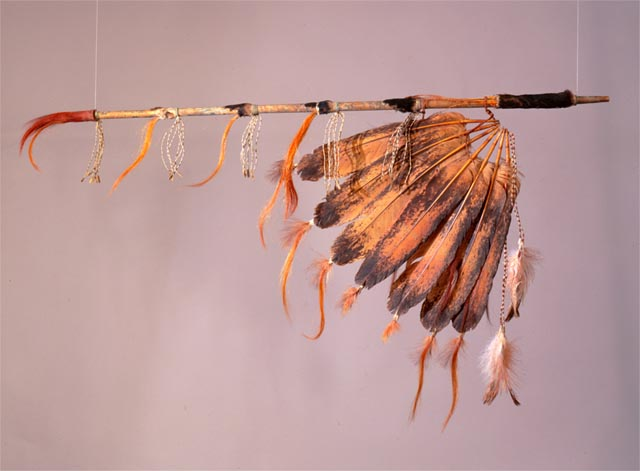
یک پیپ بدون کاسه مربوط به لاکوتا که در کتابخانه کنگره ایالات متحده نمایش گذاشته شده است

پیپ مقدس یا چپق صلح نوعی چپق تشریفاتی است که توسط برخی از ملل بومی آمریکا استفاده می‌شود.
و بومیان به‌طور سنتی آن را برای امضای عهد و پیمان و معاهدات دود میکردند. یا برای مراسمهای مذهبی استفاده می‌شود.

## ریشه‌شناسی
به این چپق، کَلیومِت (به انگلیسی: Calumet) گفته می‌شود که واژه ای از زبان نورمان است. و در معنی اولیه آن "نوعی از نی است که برای ساخت پیپ استفاده می شود".

## جنس مواد
مواد رایج برای ساخت کاسه این نوع چپق، سنگ پیپ قرمز یا کاتلینیت است.

## استفاده تشریفاتی
در فرهنگهای بومی آمریکا از انواع مختلفی از پیپهای تشریفاتی استفاده شده‌است.